# The Legend of Korra: Ruins of the Empire
The Legend of Korra: Ruins of the Empire é uma história em quadrinhos norte-americana publicada pela editora Dark Horse entre 2019 e 2020. Foi escrito por Michael Dante DiMartino junto com Bryan Konietzko, e ilustrado por Michelle Wong com cores de Killian Ng. É baseada na série animada A Lenda de Korra e sucede a graphic novel Turf Wars.

## Sinopse
O Reino da Terra está no início de uma nova era, mas Korra e sua equipe devem aprender a confiar em um aliado improvável para garantir a paz para a nação!
Às vésperas das suas primeiras eleições, o futuro do Reino da Terra está ameaçado pelo seu passado. Enquanto Kuvira tenta recuperar a sua honra, o tortuoso comandante Guan mina a paz que Avatar Korra estabeleceu para tomar o poder para si. Korra e Kuvira devem aprender a trabalhar juntos para garantir o futuro do Reino da Terra.

## Produção
O quadrinho foi anunciado em 1 de outubro de 2018 de forma exclusiva pelo site Entertainment Weekly, junto com uma pequena amostra de páginas. Segundo o site, a história mostraria o julgamento de Kuvira pelos crimes cometidos durante a quarta temporada da série.

## Publicação
A primeira edição foi lançada em  22 de maio de 2019, a segunda em 13 de novembro do mesmo ano e a terceira em 26 de fevereiro de 2020. Uma versão encadernada foi lançada em 29 de setembro de 2020.

## Recepção
Com uma nota avaliada em 3,8/5, Justin Munday, para o site Monkeys Fighting Robots, fez uma critica do quadrinho ao dizer que "'The Legend of Korra: Ruins of the Empire' é uma série em quadrinhos divertida e visualmente marcante, com alguns problemas de enredo e caracterização.", adicionado que "O roteiro de Konietzko e DiMartino consegue apresentar um bom ritmo e divertir o bastante para que se possa fazer vista grossa às decisões forçadas de enredo".
Mark Tweedale e Paul Lai, para o site Multiversity Comics, deram seu veredito para a primeira edição da história afirmando que "Aumentando o aspecto político do mundo de Korra mais do que seu antecessor, ‘Ruins of Empire’ faz perguntas complexas com muita intriga, mas oferece apenas um pouco em termos de construção de personagem do Time Avatar. No entanto, vemos um grande desenvolvimento em Kuvira."